# Inside the Bar
Inside the Bar è una canzone scritta nel 1917 dal compositore inglese Edward Elgar, su parole di Sir Gilbert Parker. Fu pubblicata da Enoch & Sons nel 1917.

## Storia
Nella sua versione originale è un brano a più voci per quattro baritoni con una parte di pianoforte annotata come accompagnamento ad lib., Fu però anche arrangiata dal compositore come una canzone per voce solista con accompagnamento di piano e per un gruppo di due tenori e due bassi.
È sottotitolata A Sailor's Song e dedicata ai cantanti Charles Mott, Harry Barratt, Frederick Henry e Frederick Stewart, a seguito delle loro esibizioni di successo di The Fringes of the Fleet di Elgar. Fu eseguita per la prima volta al Coliseum Theatre di Londra, il 25 giugno 1917. La canzone fu aggiunta alle canzoni di The Fringes of the Fleet per la tournée provinciale di quell'anno, con Charles Parker che rimpiazzò Charles Mott che era stato chiamato a servire nel esercito.
Racconta la storia del desiderio di un marinaio di un porto sicuro e della sua ragazza. In particolare, diversamente alle canzoni di Fringes of the Fleet, non fa alcun riferimento al ruolo in guerra del marinaio o della nave.
Il primo dedicatario della canzone, Charles Mott, fu ucciso il 22 maggio 1918 durante un'azione nella prima guerra mondiale in Francia.
Altre tre poesie di Parker: Oh, soft was the song, Twilight e Was it some Golden Star? erano state in precedenza messe in musica da Elgar, come parte del suo ciclo di canzoni Op. 59 del 1910.

## Versi
I knows a town, an' it's a fine town,
An' many a brig goes sailin' to its quay;
Yo-ho.
I knows an inn, an' it's a fine inn,
An' a lass that's fair to see.
I knows a town, an' it's a fine town;
I knows an inn, an' it's a fine inn -
But O my lass, an' O the gay gown
Which I have seen my pretty in!
I knows a port, an' it's a fine port,
An' many a brig is ridin' easy there;
Yo-ho.
I knows a home, an' it's a good home,
An' a lass that's sweet and fair.
I knows a port, an' it's a good port;
I knows a home, an' it's a good home -
But O the pretty that is my sort
What's wearyin' till I come!
I knows a day, an' it's a fine day,
The day a sailorman comes back to town;
Yo-ho.
I knows a tide, an' it's a good tide,
The tide that gets you quick to anchors down.
I knows a day, an' it's a fine day;
I knows a tide, an' it's a good tide -
An' Lord help the lubber, I say,
What's stole the sailorman's bride.
Yo-ho!

## Incisioni
- Elgar: War Music Paul Kenyon, Stephen Godward, Simon Theobald, Russell Watson (baritones)
- Roderick Williams, Nicholas Lester, Laurence Meikle and Duncan Rock/Guildford Philharmonic/Tom Higgins: Somm SOMMCD243[1]  Includes "Inside the Bar"